# Ilijaš Pašić
Ilijaš Pašić, cyr. Илијаш Пашић (ur. 10 maja 1934 w Hercegu Novim, zm. 2 lutego 2015) – jugosłowiański piłkarz występujący podczas kariery zawodniczej na pozycji pomocnika w klubach: FK Željezničar i Dinamo Zagrzeb oraz w reprezentacji Jugosławii. Uczestnik mistrzostw świata 1958.
W reprezentacji zadebiutował 17 października 1954 roku w meczu z Turcją (5:1).